# 斯特法诺·多梅尼卡利
斯蒂法诺·多梅尼卡利（Stefano Domenicali，出生于意大利伊莫拉，1965年5月11日—）是一个意大利赛车工程师、技术总监、经理人，从2021年起，他担任一级方程式的首席执行官和主席。2016年起，多梅尼卡利开始担任兰博基尼的主席及首席执行官。此前他曾在一级方程式锦标赛中担任过6年多的法拉利车队的领队及主席。在离开法拉利后前往奥迪任职，他还是国际汽连单座赛事委员会主席。

## 职业生涯
1991年，多梅尼卡利从博洛尼亚大学的工商管理毕业。毕业后他就加入了法拉利并就职于财务部门。1992年至1994年，他担任过穆杰洛赛道的赛事总监以及参与过德国房车大师赛和其他赛事。1995年起，他被调任至法拉利的运动部门担任人事总管，并兼任赞助商联络工作。直到1996年12月，他成为小组经理。2001年1月，多梅尼卡利被任命为物流经理。2002年他被提拔为法拉利车队的体育总监。2007年11月，法拉利车队宣布从2008年赛季开始，多梅尼卡利将接替让·托德成为车队领队。在2008年赛季，法拉利车队赢得了车队冠军，成为截止2023年为止最后一次车队冠军。2014年4月，由于车队在赛季初表现令管理层失望，多梅尼卡利引咎辞职。
2014年10月，奥迪宣布将聘用多梅尼卡利为其工作，同时他也被国际汽联任命为单座委员会负责人。2016年3月，多梅尼卡利被任命为兰博基尼的首席执行官；直到2020年12月，离开。
2020年9月，一级方程式集团宣布将任命多梅尼卡利为集团新任首席执行官，他将接替切斯·凯里在2021年起履新。